# Edgar Garibay
Edgar Garibay (Ocotlán, Jalisco, 5 de marzo de 1990) es un jugador de baloncesto mexicano que, con 2,13 metros de altura, actúa en la posición de pívot. Representó a México a nivel internacional en diversos torneos.

## Trayectoria
Garibay nació en México pero emigró junto a su familia a los Estados Unidos cuando tenía 3 años. Comenzó a jugar al baloncesto durante su adolescencia, asistiendo a la Compton High School. Considerado un recluta de cuatro estrellas, recibió ofertas de diversas universidades estadounidenses, pero terminó aceptando la beca ofrecida por la Universidad Loyola Marymount.
En sus tres primeros años con los Lions compitiendo en la West Coast Conference de la División I de la NCAA jugó solamente 37 partidos, perdiéndose el resto a causa de diversas lesiones -de hecho en su temporada como freshman fue designado como redshirt por motivos médicos-.
Para su temporada como júnior se transifirió en 2012 a la Universidad Estatal de Long Beach, otra institución de la División I de la NCAA. Sin embargo su participación con los 49ers en la Big West Conference volvió a verse afectada por su estado físico, viéndose obligado incluso a perderse todos los encuentros de la temporada 2013-14.
Determinado a convertirse en deportista profesional, en 2014 aceptó una propuesta para jugar con los Rayos de Hermosillo el tramo final de la temporada del CIBACOPA. De ese modo iniciaría una carrera en el baloncesto mexicano, que lo llevaría a jugar tanto en el CIBACOPA (con los Náuticos de Mazatlán además de los Rayos de Hermosillo) como en la LNBP (con los Pioneros de Quintana Roo, Gigantes del Estado de México y Garzas de Plata de la UAEH).
En febrero de 2017 fue contratado por los Guaiqueríes de Margarita de la Liga Profesional de Baloncesto de Venezuela.
Posteriormente retornó a México para consolidarse como jugador de la LNBP al vestir los jerséis de las Abejas de León, el Fuerza Regia de Monterrey (con el que se consagró campeón de la liga en la temporada 2018-19), los Aguacateros de Michoacán, los Plateros de Fresnillo y los Leñadores de Durango. Asimismo incursionó en la Liga de Básquetbol Estatal de Chihuahua, jugando para los Cerveceros de Meoqui, los Pioneros de Delicias y los Dorados Capital. 
En enero de 2022 se unió al KB Peja de la Superliga de Baloncesto de Kosovo, pero resultó rápidamente desvinculado del club.
Dividió 2023 jugando en el primer semestre con los Zonkeys de Tijuana del CIBACOPA y en el segundo con los Halcones Xalapa de la LNBP.
En enero de 2023 se convirtió en refuerzo del Argentino de Junin de la Liga Nacional de Básquet de Argentina. Sin embargo sólo disputó 2 partidos antes de dejar el equipo y volver a México para fichar con los Pioneros de Delicias de la Liga de Básquetbol Estatal de Chihuahua, equipo para el que ya había jugado en 2020.

## Selección nacional
Garibay recibió su primera convocatoria para integrar la selección de baloncesto de México en 2015.
Participó de los Juegos Panamericanos de 2015, la Copa Continental Stankovic 2015, el Centrobasket 2016, el Torneo Preolímpico FIBA 2016 y el Campeonato FIBA Américas de 2017 entre otros torneos.